# Francesco Manelli
Francesco Manelli (ou Mannelli), né le 13 septembre 1594 à Tivoli et mort en septembre 1667 à Parme, est un compositeur italien d'opéras, chanteur (basse) et impresario.

## Biographie[1]
Francesco Manelli a été choriste, puis chantre à la cathédrale de Tivoli. Plutôt que la prêtrise, il choisit de se marier avec Maddalena avec laquelle il reste lié toute sa vie. Pendant deux ans, il est maître de chœur à la cathédrale de Tivoli puis s'installe à Rome, auprès de Stefano Landi.
Le couple Manelli s'installe à Venise en 1636 et inaugure en 1637 le théâtre San Cassiano avec Andromeda, qu'il compose et qui est le premier opéra pour lequel une billetterie publique est ouverte. Maddalena chante le rôle titre et il assume les rôles de Neptune et Astarco.
Manelli s'associe à Benedetto Ferrari pour proposer d'autres ouvrages, en engageant leurs deniers publics. Ils sont ainsi les premiers impresarios de l'histoire de l'opéra. Ils créent également une entreprise d'opéra itinérant.
En 1645, les Manelli s'installent à Parme, au service du duc Ranussio II. Il meurt à Parme en juillet 1667.

## Œuvres
Opéras (aucune partition de Manelli n'a été retrouvée)
- L'Andromeda (libretto: Benedetto Ferrari) (1637)
- La maga fulminata (Ferrari) (1638)
- Delia ossia La sera sposa del sole (Giulio Strozzi) (1639)
- Il pastor regio (Ferrari) 1640
- L'Adone (Paolo Vendramin) (1640)
- L'Alcate (Marc' Antonio Tirabosco) (1642)
- Ercole nell'Erimanto (Bernardo Morando) (1651)
- Le vicende del tempo (Morando) (1652)
- Il ratto d'Europa (Paolo Emilio Fantuzzi / Elvezio Sandri) (1653)
- La Filo, overo Giunone repacificata con Ercole (Francesco Berni) (1660)
- La Licasta (Ferrari) (1664)

Cantates
- Musiche varie, Op. 4 1636